# 給電線
給電線（きゅうでんせん、英: feed line, feeder）とは、無線通信において送信機からアンテナへ（またはアンテナから受信機へ）高周波電流を伝送するケーブルなどの伝送線路である。また、給電線とアンテナとの接続点を給電点（feed point）という。

## 給電線の種類
一般的なものをあげる

### 平衡型（フィーダー線）
平行二線式：VHF用平行フィーダー、UHF用平行フィーダー、ハシゴフィーダー
2本の導線を平行・等間隔に絶縁体被覆などで保持したもの。
二芯シールドケーブル
後述の同軸ケーブルに似ているが、2本の内部導体が平衡しているもの。方向探知機のループアンテナ等、雑音の防止と平衡の維持がともに重要な場合に用いられる。

### 不平衡型
単線式
一本の導線を使用するもの。中波放送の受信用等、給電線からの不要輻射や周囲からの雑音の混入が問題とならない環境に用いられる。
同軸式：同軸ケーブル、同軸管
中心の内部導体の周囲をポリエチレンなどの絶縁体被覆で覆い、その外側を編組銅線（あるいはアルミ箔なども用いられる）の外部導体、さらにその外周を絶縁体で被覆した同軸構造である。
大電力（テレビの送信所など）では、誘電体の損失が無視できないため中空の導体管構造（同軸管）とする。
ストリップライン
携帯電話のように無線部と給電点が同一プリント基板上にある場合は、プリント基板の内層にストリップラインで伝送線路を設ける。

### 導波管
中空の管状導体（断面は矩形が一般的）の内部を伝播させる。マイクロ波以上の周波数で用いられる。

## 給電線の特性インピーダンス
給電線はエネルギーを電磁波として伝送するので特性インピーダンスを持っている。送受信機器側およびアンテナ側においてインピーダンス整合を適切に考慮する必要がある。
通常用いられる給電線の特性インピーダンスの公称値の例は次の通り
- VHFテレビ用平行フィーダー線：300Ω
- UHFテレビ用平行フィーダー線（メガネフィーダー）：200Ω
- 同軸ケーブル：75Ωまたは50Ω